# 大宇宙大神霊
大宇宙大神霊とは、宗教法人GLAにおける崇拝の対象である。 概念的にではなく「大いなる光」として感じられるとされている。

## 概要
「大宇宙大神霊」あるいは「大宇宙大神霊・仏」とも呼ばれる。GLAでは、一切の源なる生命にして、宇宙の意志たる「大いなる光の存在」を崇拝の対象としている。各地の聖堂正面にはGLA主宰によってデザインされたビッグクロス(大いなる十字)が配されていて、会員は祈りのたびに正面に向かって手を合わせている。しかしビッグクロスは本尊であるということではなく、大いなる光の存在を象徴したものであり、祈りへといざなう表現として大切にされているものである。

## 教義に基づく解説
GLAにおいては、「大宇宙大神霊」は特定の図像などで表現しえない遍在的なものであるにもかかわらず、一切衆生悉有仏性という言葉にうかがえるように、祈ることによって神仏との対話や交流に導かれることのできる宇宙そのものの人格的ともいうべき心を持つ存在であるとされている。
大宇宙大神霊とは、「神」、「宇宙意識」、「大いなる存在」、「サムシンググレート」と呼ばれることもあり、「物質」「生命」「心」「魂」をつらぬいて縦横無尽にはりめぐらされた「つながり」の総体を指しているともされている。
GLAでは自分自身の愚かさの自覚・この世の忍土の自覚・「大いなる存在」によってもたらされている恩恵の自覚を通し、その光がこの世界に顕現することへの祈りを信仰の柱としている。また、宇宙を貫く「法」や、「指導原理」の姿として大いなる存在との交流が起きることもあるとされる。
人間の内側には、心や、次元の異なる魂の世界があり、その中心に仏性神性を持っているとする。人間は神仏の子として、人々の心と心を調和させ、地上に調和されたユートピアの実現を志すとともに、盲目の人生での修行を通して、豊かな神の心を完成させることが神仏の子としての使命であるとしている。
この大自然界は神の慈悲と愛によって存在しているとし、人間の中にも慈悲と愛の心がある、慈悲を法にたとえれば、愛は法の実践行為であるとしている。慈悲は万象万物に無限の光を与えるもので、愛は寛容にして助け合い、補いあい、赦しあう行為であるとしている。

## 日常生活の信仰
GLAにおいて「神」とは、把握よりも感ずることから、神への道は始まるとされている。　
会員個人の日常生活においても、また会員の集いにおいても、集いの最初と最後には『新・祈りのみち』の「＊（アスタリスク）」の部分にて「神よ」、と呼びかける祈りをささげて神仏の気配に身をゆだねることが作法となっている。 また、祈りによっては「大宇宙大神霊・仏よ」と祈る場合もある。  

## 歴史に見るさまざまな神の姿
GLAにおいては、人類の歴史上、様々な神の姿として立ち現れてきたと考えられている。
長い歴史の中には数えきれない神の姿があるが、個々の神のイメージは人々と神仏との接点であって、それぞれが真実を含んでいるとされる。